# シシュマール級潜水艦
シシュマール級潜水艦（シシュマールきゅうせんすいかん、英語: Shishumar-class submarine）はインド海軍が運用する通常動力型潜水艦の艦級の一つ。ドイツのホヴァルツヴェルケ＝ドイツ造船の輸出用潜水艦である209/1500型潜水艦をもとに、インド海軍の運用要求に応じたカスタマイズを加えて開発された。
就役している209型としてはもっとも大型であり、熱帯で運用されることもあって、蓄電池も他の型より大容量化されている。また、やはり同型のなかで唯一、非常時脱出用の救難球を搭載している。本級は近代化改修済みであるが、更なるAIP推進付加を含む近代化改修の計画もある。

## 来歴
インド海軍は、1965年にソビエト連邦と締結した協定に基づいてフォックストロット型潜水艦を取得し、カルヴァリ級として1967年から就役させて、潜水艦の運用に着手した。この頃には既に原子力潜水艦の取得をも目指した議論がなされており、カルヴァリ級の後継艦計画の際には、単に先進的な通常動力型潜水艦を建造するというだけでなく、原潜の建造・運用に必要な人材育成にもつなげていく施策を求めていた。しかしソ連はこの要望に難色を示し、フォックストロット型の改修型という回答しか提示しなかったことから、インドは他国にも検討の対象を広げていった。
検討を経て採用されたのが西ドイツのホヴァルツヴェルケ＝ドイツ造船（HDW）の209/1500型潜水艦であり、1981年12月11日に契約が締結された。この契約では、まずHDW社がキールで2隻を建造したのち、同社から供給したブロックを組み立てるかたちでムンバイのマザゴン造船所で2隻を建造することとしており、そのための指導・技術支援も行われることとなっていた。また1984年には、マザゴン造船所で更に2隻を追加建造することが発表された。
しかし1990年、この事業に伴ってHDW社から賄賂が贈られていたことが発覚し、2隻の追加建造は実現しなかった。また国内建造が実現した2隻についても、溶接などのトラブルのためにスケジュールはかなり遅延した上に、コストもドイツ建造分のおよそ2倍に上昇した。

## 設計
本級の設計は209型のものを踏襲しており、単殻構造の耐圧殻の上に非耐圧・大型の上部構造を乗せた構造となっている。耐圧殻にはHY-80高張力鋼が採用されており、最大運用深度は260メートルとされる。また209型シリーズの他艦にない特徴として、セイル直前の上構内に非常時脱出用の救難球を搭載している。これはIKL社が設計したもので、乗員全員を収容して、8時間の酸素を供給することができる。
機関方式はディーゼル・エレクトリック方式で、ディーゼルエンジンとしてはMTU 16V493 TY60（またはAZ80）を4基搭載する。これらにはそれぞれ出力430キロワットの発電機が接続されており、その電力によって、最大出力6,100 shp（定格4,600 shp）の電動機1基を駆動する。発電機および電動機はいずれもシーメンス社製である。推進器は7翼式である。また蓄電池としては、キールでの建造分2隻はファルタ製の電池132セル×4セットを搭載し、重量にして280トンであった。一方、インドでの建造分ではクロライド社製の電池に変更された。

## 同型艦一覧
| 艦番号 | 艦名 (英名)                  | 建造者         | 就役            | 現状     |
| ------ | ---------------------------- | -------------- | --------------- | -------- |
| S44    | シシュマール (INS Shishumar) | HDW            | 1986年 9月22日  | 改修済み |
| S45    | シャンクシュ (INS Shankush)  | HDW            | 1986年 11月20日 | 改修済み |
| S46    | シャルキ (INS Shalki)        | マザゴン造船所 | 1992年 2月7日   | 改修済み |
| S47    | シャンクル (INS Shankul)     | マザゴン造船所 | 1994年 5月28日  | 改修済み |